# Рики (Могилёвский район)
Ри́ки (бел. Рыкі) — деревня в Могилёвском районе Могилёвской области Республики Беларусь. В составе Сухаревского сельсовета.

## Население
- 2009 год — 45 жителей